# 치도리 카나메
치도리 카나메(일본어: 千鳥 かなめ, ちどり かなめ)는 가토 쇼지의 소설 《풀 메탈 패닉!》에 등장하는 주인공이다. 대원방송 더빙판 이름은 은단비.

## 인물

### 프로필
진다이고등학교에 재학 중이며, 2학년 4반에 소속되어 있다. 학급 내에서는 준수한 외모와 몸매를 지는 미소녀로, 학급위원으로 활동하고 있다. 위스퍼드의 능력을 지녀서, 위스퍼드의 영향으로 이과쪽 과목의 성적이 급상승하기도 하여 성적은 평균보다 좋은 편이다. 이 때문에 각국의 테러단체의 타겟이 되는데, 미스릴 소속의 용병인 사가라 소스케의 도움 덕에 위기를 넘기곤 한다. 그러나 지나친 호위덕에 피해를 보는일이 다반사 - 소스케를 쥐잡듯이 패는 결말이 많다. 역시 속으로는 소스케를 걱정하고 있다.